# 阿塞空间1号卫星

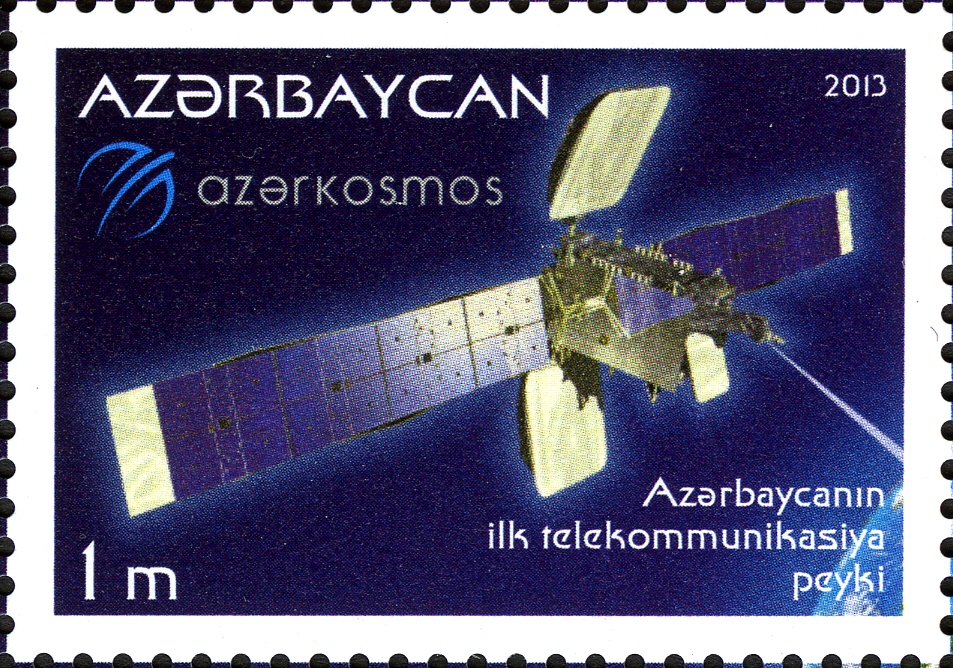
该邮票印有阿塞空间1号卫星

阿塞空间1号卫星（Azerspace-1/Africasat-1a）是由轨道科学公司建造的阿塞拜疆的第一颗太空卫星。2013 年 2 月 7 日，该卫星搭乘阿丽亚娜5号运载火箭从东经 46°的法属圭亚那库鲁发射进入轨道。该卫星覆盖了欧洲以及亚洲、非洲的大部分地区。它由一家名为Azercosmos的阿塞拜疆公司运营，可以发送电视、无线电广播和互联网信号。
该卫星的预期使用寿命为 15 年。

## 成本
轨道科学公司预算以120万美元的成本建立该卫星。2011年4月，美国进出口银行批准了该项目，并将建设成本的85%以贷款形式提供给阿塞拜疆，其余15%由阿塞拜疆支付。这笔资金将发放给了Azercosmos。

## 卫星规格
该卫星有太阳能电池阵列，每个阵列有四个面板，使用 UTJ 砷化镓电池。它将通过 3 轴稳定的零动量系统进行稳定。它有一个液体双推进剂转移轨道系统，以及一个单推进剂（肼）在轨系统。电源将保存在容量大于4840 W/hr 的两个锂离子电池中。
阿塞空间1号卫星使用混合有效载荷，使用C波段（3740MHz和5965MHz）和Ku波段（11.2GHz和14.0GHz）的天线。使用C波段的24个转发器架设在2.5m * 2.5m的单壳超椭圆可展开反射器和1.4m * 1.4m的单壳超椭圆甲板固定反射器上。使用Ku波段的12 个有源转发器架设在2.5m * 2.5m的单壳超椭圆可展开反射器。
Ku波段转发器有一个主要覆盖欧洲和中亚的等高线地图。 C 波段等高线地图还覆盖欧洲和中亚，以及几乎整个非洲。

## 轨道
这颗卫星基使用经过飞行验证的STAR-2平台，可为36个有源转发器产生大约 5 千瓦的有效载荷功率。在完成在轨测试后，卫星的运行控制权移交给阿塞拜疆通信和信息技术部，自 2017 年 10 月起，Azercosmos独立控制该卫星。